# Aphaereta marshi
Aphaereta marshi är en stekelart som beskrevs av Robert A.Wharton 1977. Aphaereta marshi ingår i släktet Aphaereta och familjen bracksteklar. Inga underarter finns listade i Catalogue of Life.